# ステファン・クライトン
ステファン・ブルック・クライトン（Stefan Brook Crichton, 英語発音: /stəˈfɑn ˈkraɪtən/; 1992年2月29日 - ）は、アメリカ合衆国テキサス州ヒューストン出身の元プロ野球選手（投手）。右投右打。

## 経歴

### プロ入りとオリオールズ時代
2013年のMLBドラフト23巡目（全体699位）でボルチモア・オリオールズから指名され、プロ入り。2016年まで傘下のマイナーチームでプレーした。
2017年4月13日にメジャー契約を結んでアクティブ・ロースター入りした。その後、4月16日のトロント・ブルージェイズ戦でメジャーデビューを果たした。この年はメジャーで8試合に登板した。
2018年3月29日にDFAとなった。

### ダイヤモンドバックス時代
2018年4月2日に後日発表選手または金銭とのトレードで、アリゾナ・ダイヤモンドバックスへ移籍した。6月23日にFAとなったが、27日にマイナー契約を結んだ。この年は傘下のAAA級リノ・エーシズでプレーし、メジャーでの登板はなかった。
2019年は開幕をAAA級リノで迎えたが、5月28日に2年ふりにメジャーに昇格。この年は28試合に登板して、1勝0敗、防御率3.56、33奪三振を記録した。
2020年はシーズンを通じてメジャーに定着し、26試合に登板して2勝2敗5セーブ、防御率2.42、23奪三振を記録した。
2021年6月23日にDFAとなり、27日にマイナー契約となってAAA級リノへ送られた。7月30日に再びメジャー契約を結んだが、8月2日に再び降格。シーズン終盤にトミー・ジョン手術を行い、以降の登板はなかった。
2022年は手術後のリハビリから9月に実戦復帰し、AAA級リノで4試合に登板した。
2023年はダイヤモンドバックスのスプリングトレーニングに招待選手として参加していたが、開幕前の2月27日に現役引退を発表した。

## 詳細情報

### 年度別投手成績
| 年 度    | 球 団    | 登 板 | 先 発 | 完 投 | 完 封 | 無 四 球 | 勝 利 | 敗 戦 | セ 丨 ブ | ホ 丨 ル ド | 勝 率 | 打 者 | 投 球 回 | 被 安 打 | 被 本 塁 打 | 与 四 球 | 敬 遠 | 与 死 球 | 奪 三 振 | 暴 投 | ボ 丨 ク | 失 点 | 自 責 点 | 防 御 率 | W H I P |
| -------- | -------- | ----- | ----- | ----- | ----- | -------- | ----- | ----- | -------- | ----------- | ----- | ----- | -------- | -------- | ----------- | -------- | ----- | -------- | -------- | ----- | -------- | ----- | -------- | -------- | ------- |
| 2017     | BAL      | 8     | 0     | 0     | 0     | 0        | 0     | 0     | 0        | 1           | ---   | 62    | 12.1     | 26       | 2           | 4        | 0     | 0        | 8        | 2     | 1        | 11    | 11       | 8.03     | 2.43    |
| 2019     | ARI      | 28    | 0     | 0     | 0     | 0        | 1     | 0     | 0        | 3           | 1.000 | 123   | 30.1     | 23       | 3           | 8        | 1     | 2        | 33       | 1     | 0        | 12    | 12       | 3.56     | 1.02    |
| 2020     | ARI      | 26    | 0     | 0     | 0     | 0        | 2     | 2     | 5        | 2           | .500  | 109   | 26.0     | 22       | 1           | 9        | 4     | 4        | 23       | 2     | 0        | 7     | 7        | 2.42     | 1.19    |
| 2021     | ARI      | 31    | 0     | 0     | 0     | 0        | 0     | 4     | 4        | 5           | .000  | 117   | 23.1     | 33       | 3           | 12       | 3     | 4        | 17       | 3     | 1        | 22    | 19       | 7.33     | 1.93    |
| MLB：4年 | MLB：4年 | 93    | 0     | 0     | 0     | 0        | 3     | 6     | 9        | 11          | .333  | 411   | 92.0     | 104      | 9           | 33       | 8     | 10       | 81       | 8     | 2        | 52    | 49       | 4.79     | 1.49    |

### 年度別守備成績
| 年 度 | 球 団 | 投手（P） | 投手（P） | 投手（P） | 投手（P） | 投手（P） | 投手（P） |
| 年 度 | 球 団 | 試 合     | 刺 殺     | 補 殺     | 失 策     | 併 殺     | 守 備 率  |
| ----- | ----- | --------- | --------- | --------- | --------- | --------- | --------- |
| 2017  | BAL   | 8         | 1         | 0         | 0         | 0         | 1.000     |
| 2019  | ARI   | 28        | 2         | 4         | 1         | 0         | .857      |
| 2020  | ARI   | 26        | 1         | 0         | 0         | 0         | 1.000     |
| MLB   | MLB   | 62        | 4         | 4         | 1         | 0         | .889      |

### 背番号
- 43（2017年）
- 58（2019年 - 2021年）